# モンセラート (ブエノスアイレス)
モンセラート(スペイン語: Monserrat, スペイン語発音: [monseˈrat])は、アルゼンチンの首都ブエノスアイレス自治市東部にある地区（バリオ）。地区の東側2/3はブエノスアイレスの中心業務地区(CBD)である。コムーナ1に属しており、人口は43,560人である。地区の起源であるカタルーニャ語による綴りはMontserrat(発音 [munsəˈrat])である。

## 地理
この地区にはブエノスアイレス市庁舎、ブエノスアイレス市議会、カーサ・ロサーダ（大統領官邸）、国立ブエノスアイレス小学校、リベルタドール・ビル（防衛省）など重要な公共建築がいくつかある。五月通りはモンセラート地区を通り、五月広場とコングレシオナル広場をつないでいる。五月広場の1ブロックか2ブロック先はモンセラートの歴史が始まった古い区域であり、この区域はブエノスアイレスでもっとも古い区域である。

## 歴史

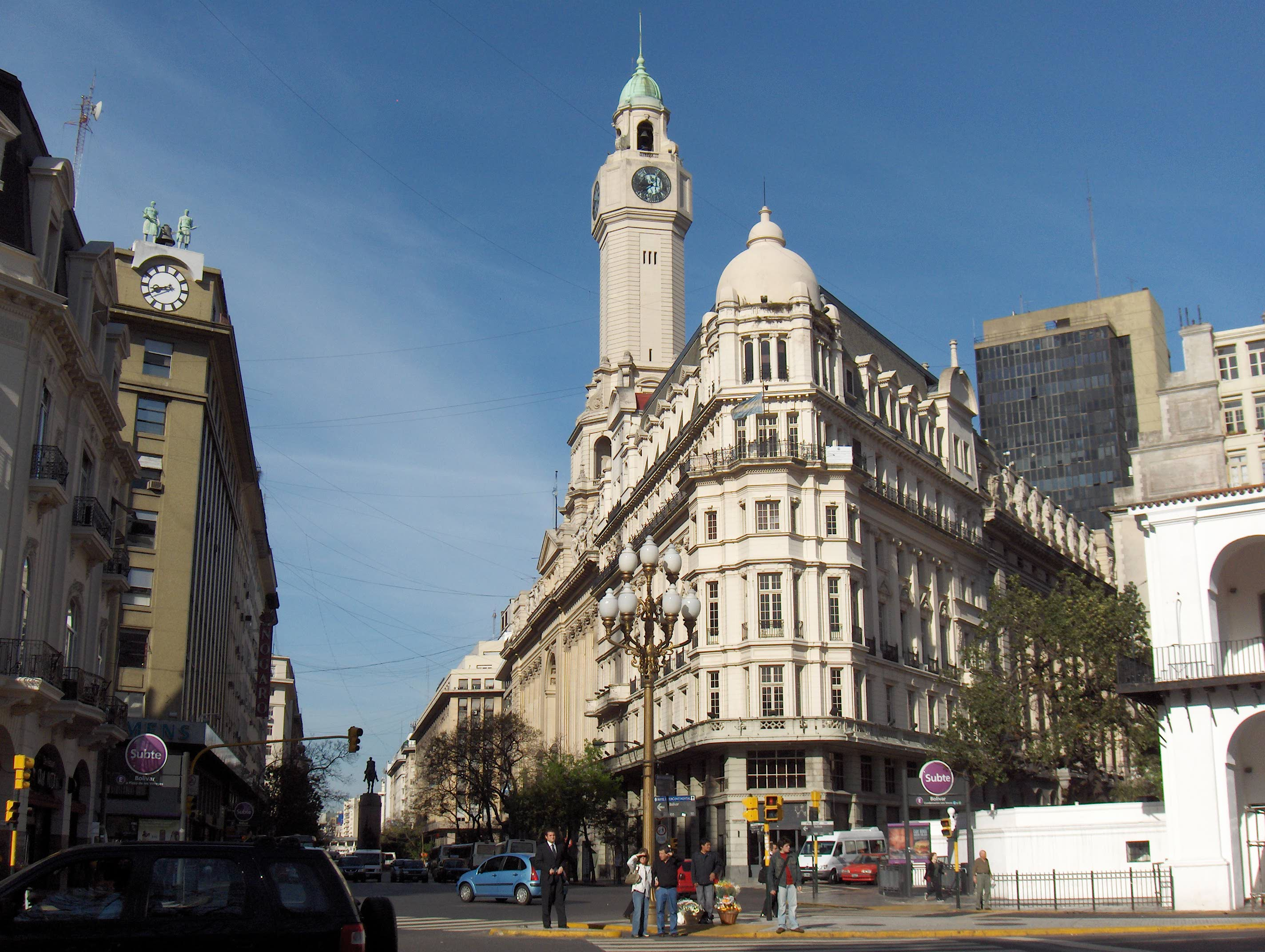
ブエノスアイレス市議会。モンセラート地区には多くの政治機関が立地している。

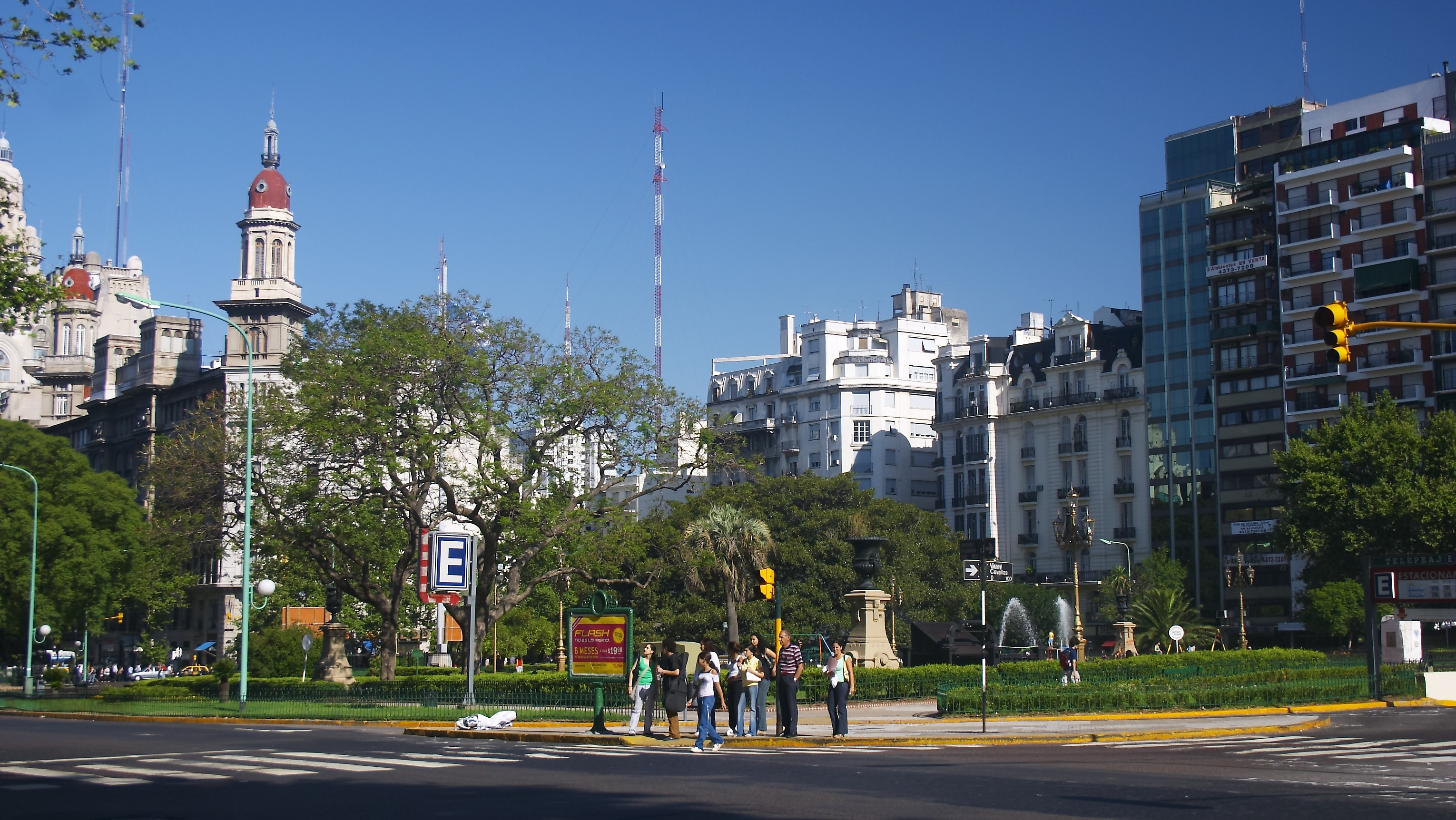
国会議事堂近くのマリアーノ・モレーノ広場

モンセラート地区の起源は、1580年のブエノスアイレスそのものの設立まで遡る。スペイン帝国のフアン・デ・ガライ総督はこの地域の海岸に上陸した。辺境地の集落の始まりは1594年に築かれたオーストリアのフアン・バルタサール要塞であり、1608年には新たにやってきたイエズス会にこの付近の2ヘクタール（5エーカー）の土地が与えられた。1686年、イエズス会は聖イグナティウス・ロヨラ教区教会での活動を開始した。ロヨラ教区教会は1734年に奉献された、ブエノスアイレスに現存するもっとも古い教会である。地区には当時もっとも優れた学校や図書館があり、植民地ブエノスアイレスで唯一、真の古典教育を提供した。イエズス会が所有する一角は「マンサーナ・デ・ラス・ルーセス」（Illuminated Block、照らされた街区）として広く知られるようになった。小さな都市だったブエノスアイレスの人口が増加すると、イエズス会以外の宗派が地区に流入した。特に、カタルーニャ系アルゼンチン人移民によるムンサラート修道院はこの地区の名称の由来であり、地区は1769年にモンセラート地区となった。カビルド（市議会）は独立派に味方して1810年の五月革命の舞台となった。1811年には五月革命を記念し、やがて五月広場になる場所に象徴的な五月のピラミッドが置かれた。
五月革命以後の70年間で地区は変化した。1875年以降の急激な経済発展後、ぬかるんだ海岸と典型的な植民地的町割りの石畳通りは急速な近代化の波を受けた。海岸部の埋め立てや、地区に並行する波止場の建設が行なわれ、モンセラート地区の東端に沿って、現在でも主要な通りであるパセオ・コロン通りが開通した。1884年、地区にあったふたつの正方形の広場が五月広場となった。大統領官邸であるカーサ・ロサーダの完成によって、地区の変化に区切りが打たれた。これらに続いて、カビルドの一部を含む植民地建築の数々が解体され、その跡地には1894年には五月通りが開通し、1910年にはコングレシオナル広場が完成した。五月通りの地下には1913年にブエノスアイレス地下鉄の最初の駅が建設された。この後の20年間には、アルゼンチン政府の建築物の多くや、数々のランドマークが地区内に建設された。主要な建築物にはブエノスアイレス市議会、ブエノスアイレス税関、ラ・プレンサ紙の本社（現在はブエノスアイレス文化ハウス）、アールデコ様式のNHシティホテル（五月広場南側）、防衛省とダイアゴナル・スール通りなどがある。
1950年頃に7月9日大通り南側の拡張工事が行なわれると、モンセラート地区は7月9日大通りを挟んで西と東に分断された。その後、流行りの高層建築の一部と、中流階級住民や商業オフィスの多くは地区を離れた。この地区はタンゴ演奏者やアーティストに人気のボヘミアン地区となり、急成長する金融地区（サン・ニコラス地区）への近さと、比較的安い家賃を好む人々にも人気があった。隣接するサン・テルモ地区同様に、豊かな建築の歴史と趣のある狭い路地があり、1990年頃から地区には新たな関心が向けられている。1993年までの地区の変化はインターコンチネンタル・ホテルの開業で幕を開けた。モンセラート地区には、スペイン系コミュニティが抱える多くのスペインレストランや社交クラブがある。これらは長らく地元スペインの伝統と地区を結びつけており、文化的な観光地としての魅力を作りだすことに貢献している。

## ギャラリー

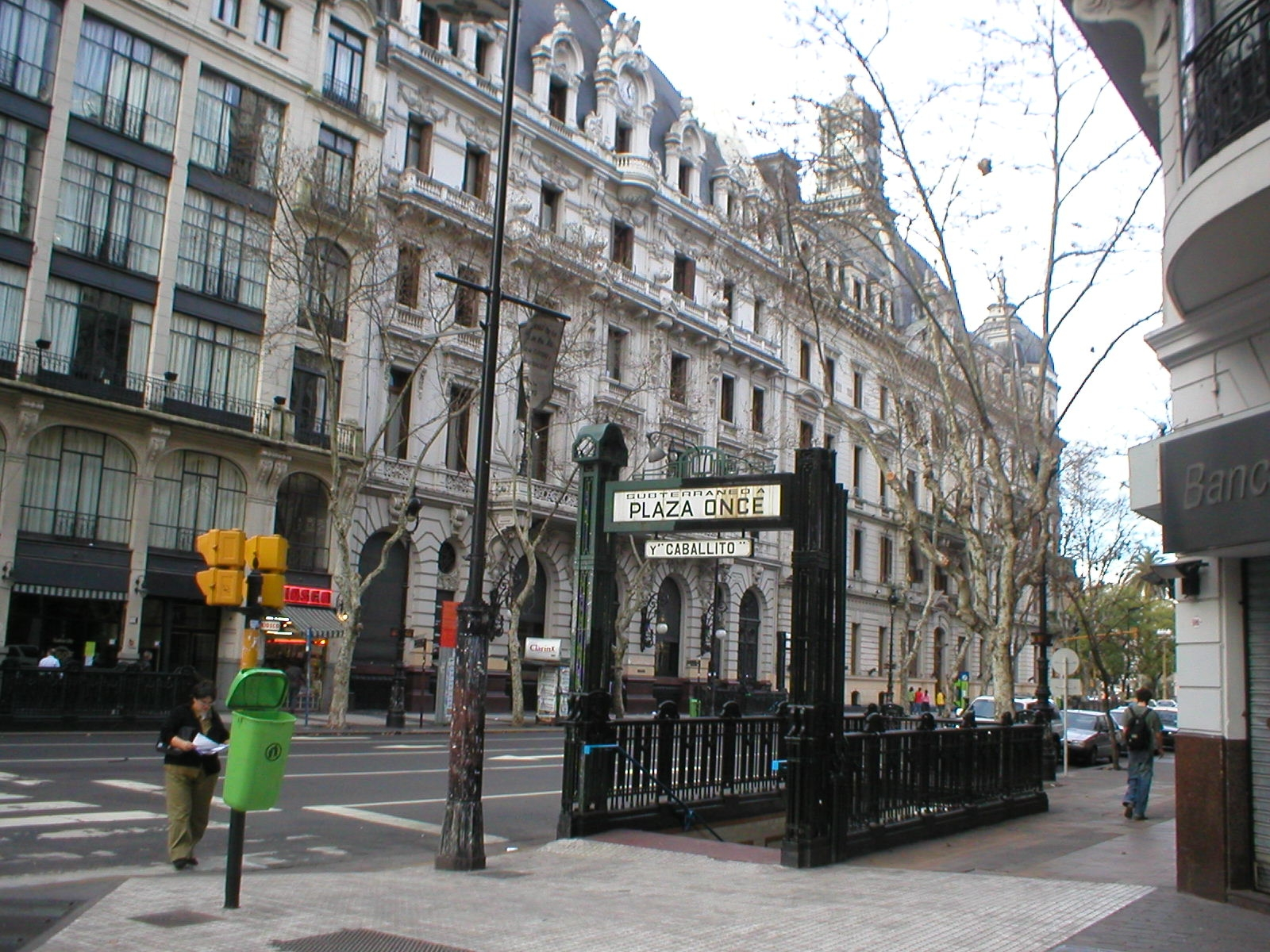
五月通りにあるブエノスアイレス地下鉄A線の古い入口と市庁舎
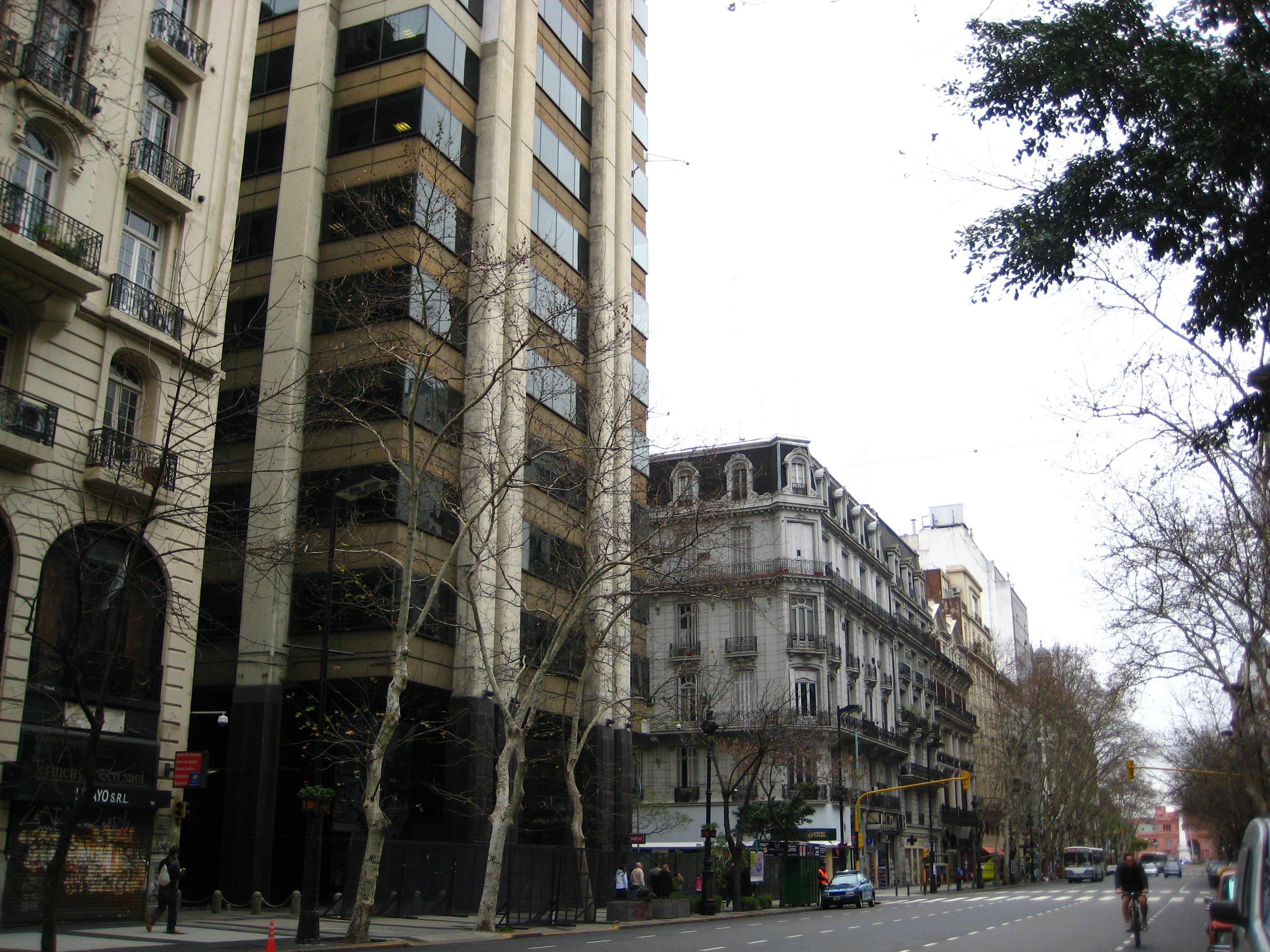
五月通りの建築上のコントラスト
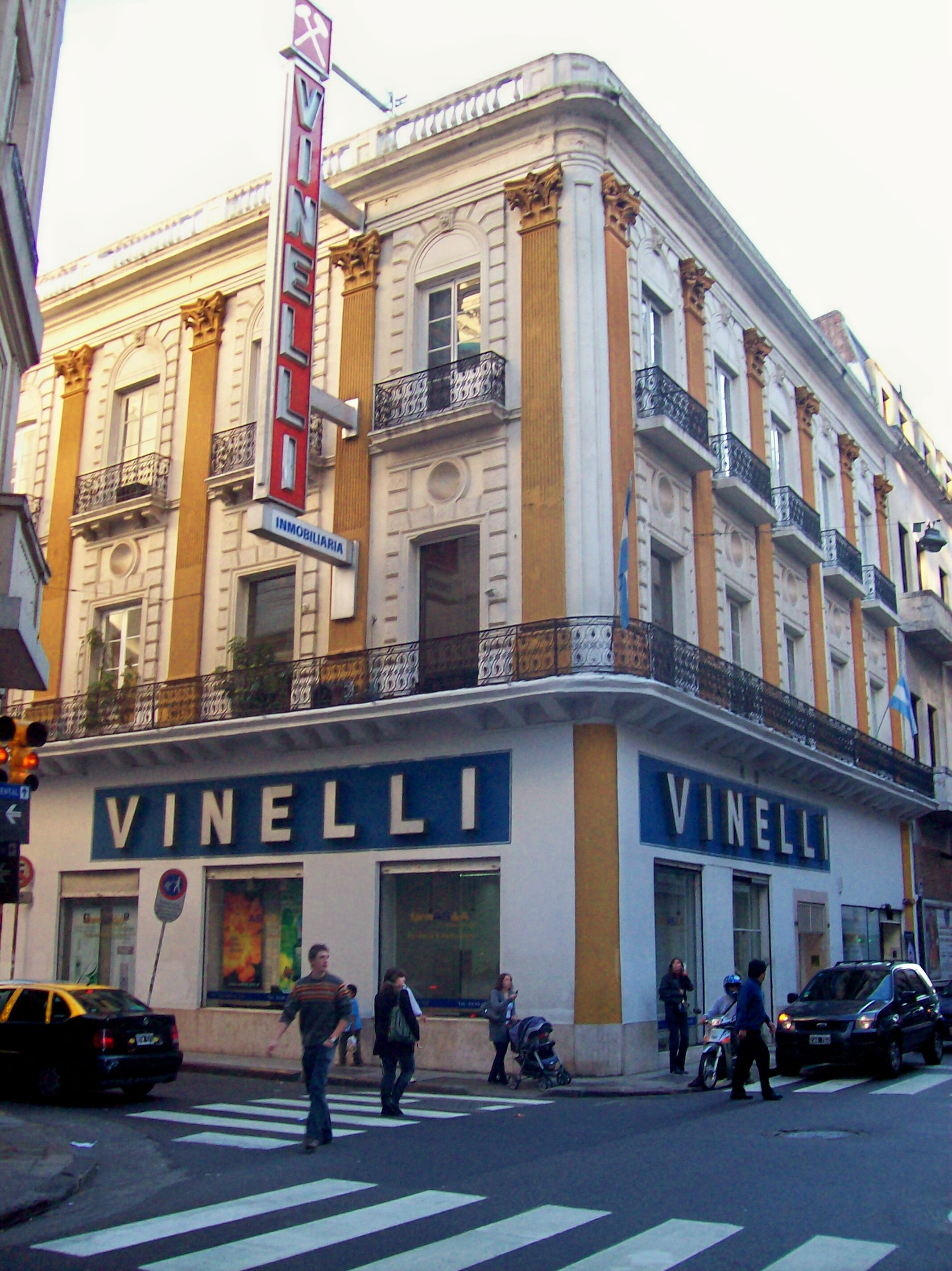
モンセラート地区の典型的な角
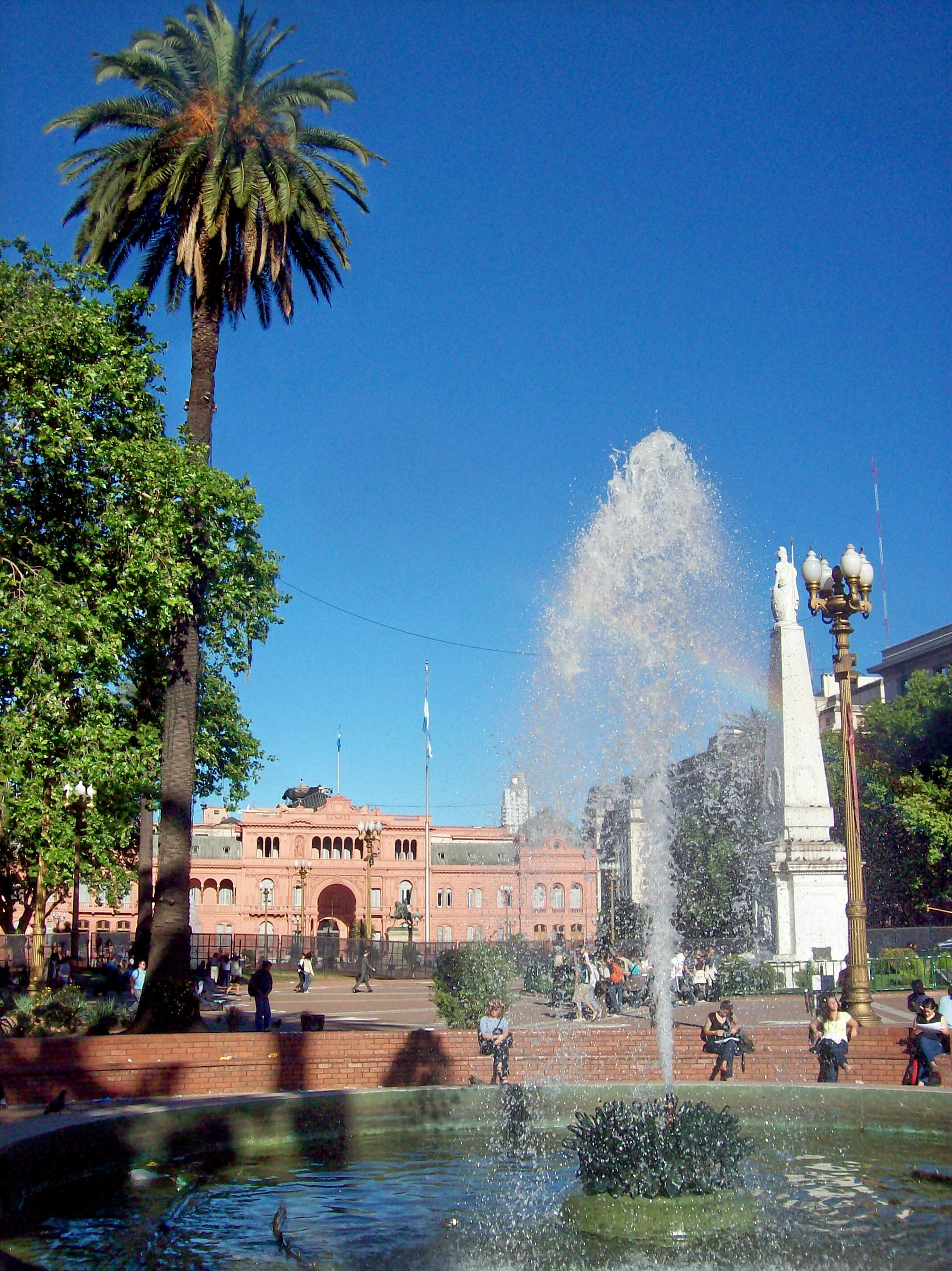
五月広場とカーサ・ロサーダの東向きの眺め
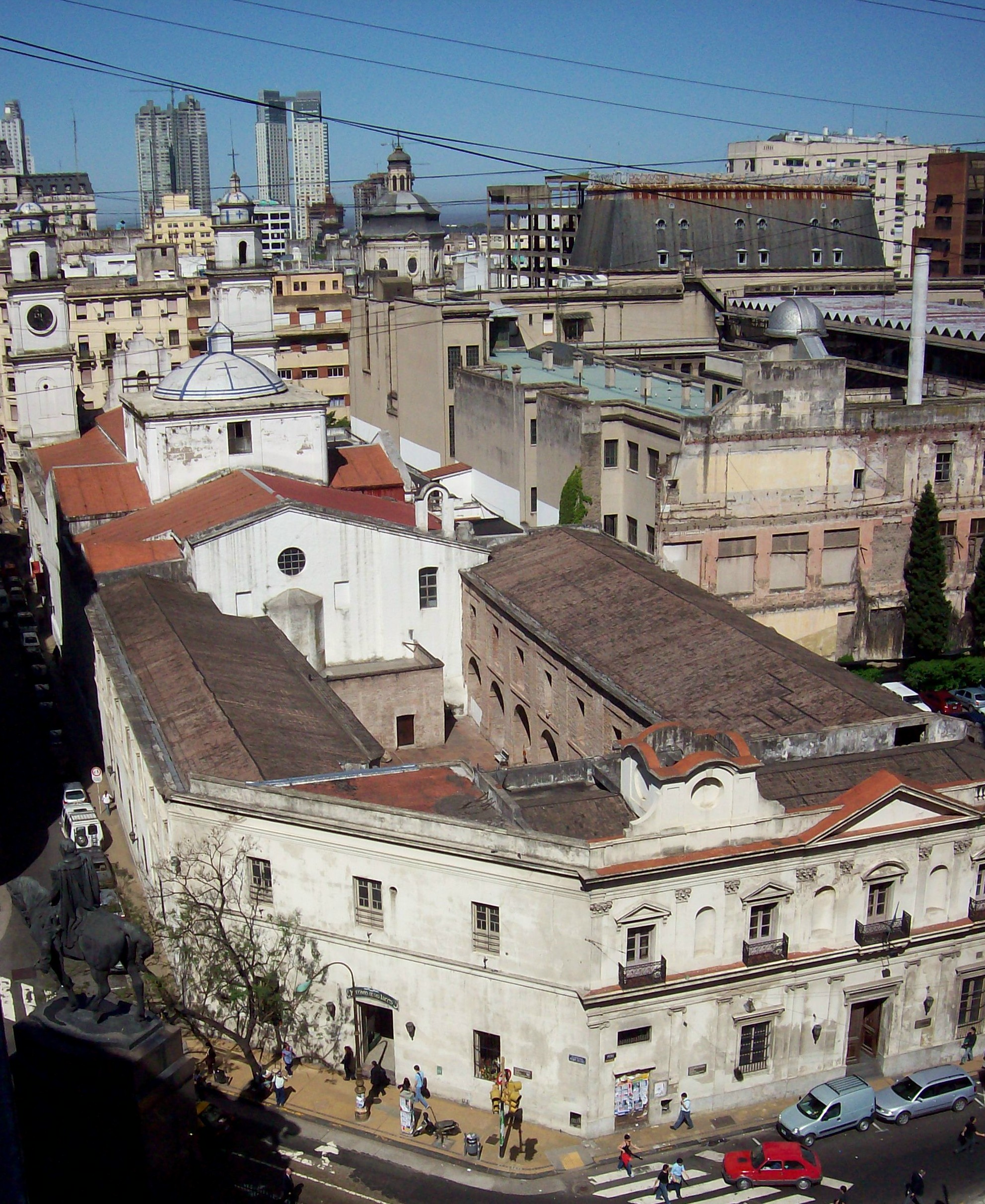
イグナティウス通りにあるイエズス会の礼拝堂と植民地時代のランドマーク
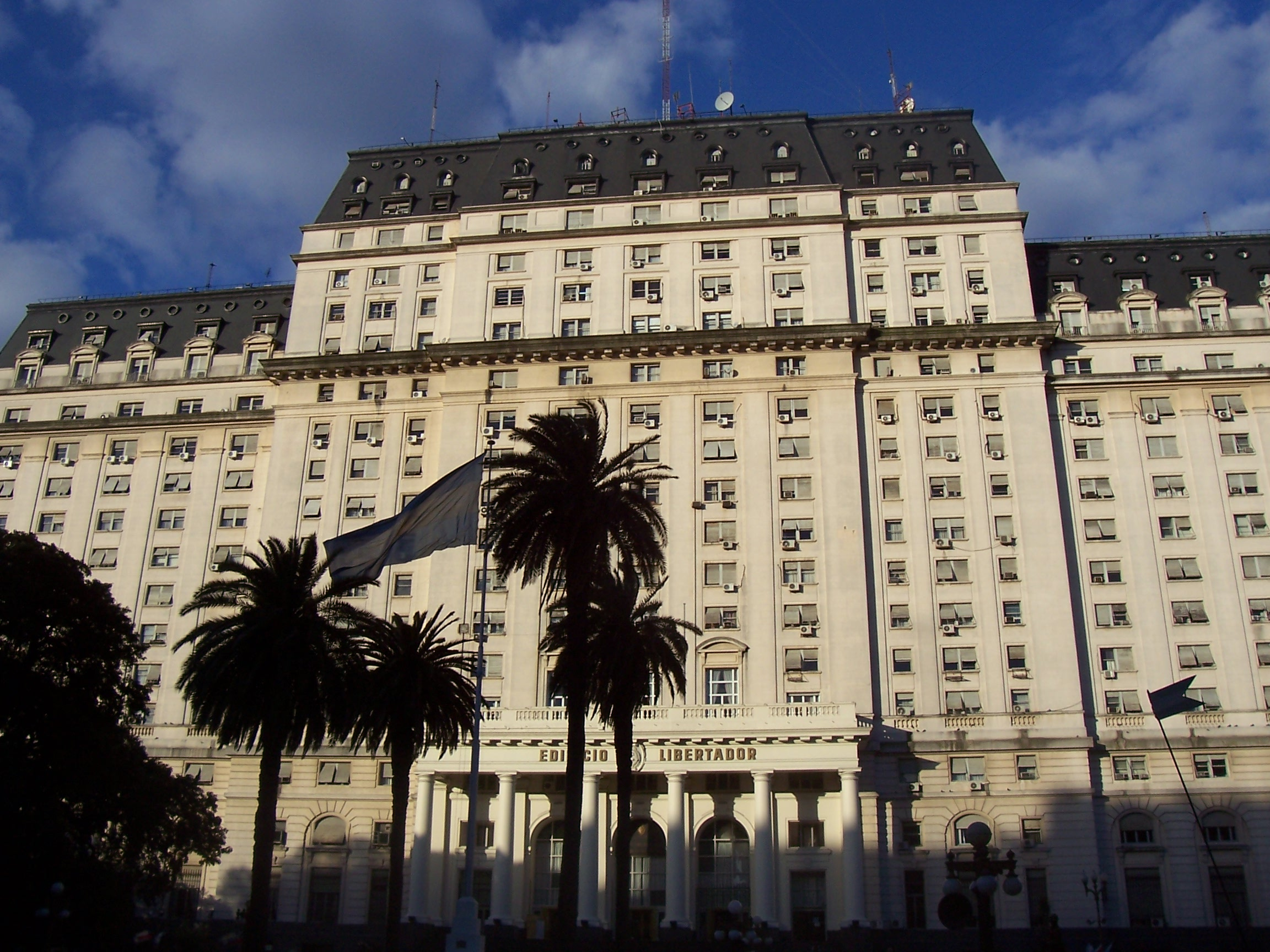
防衛省
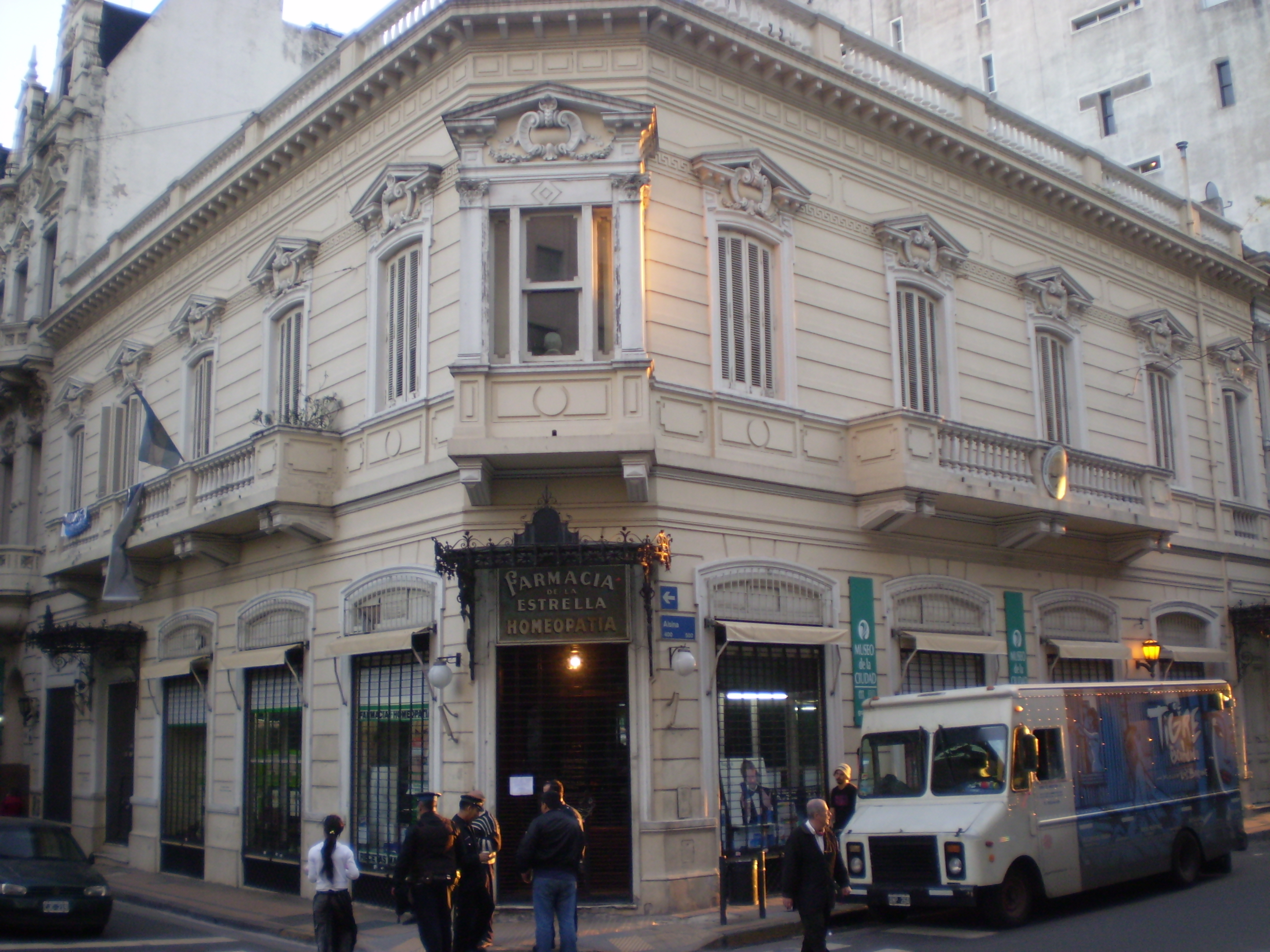
ブエノスアイレス市歴史博物館
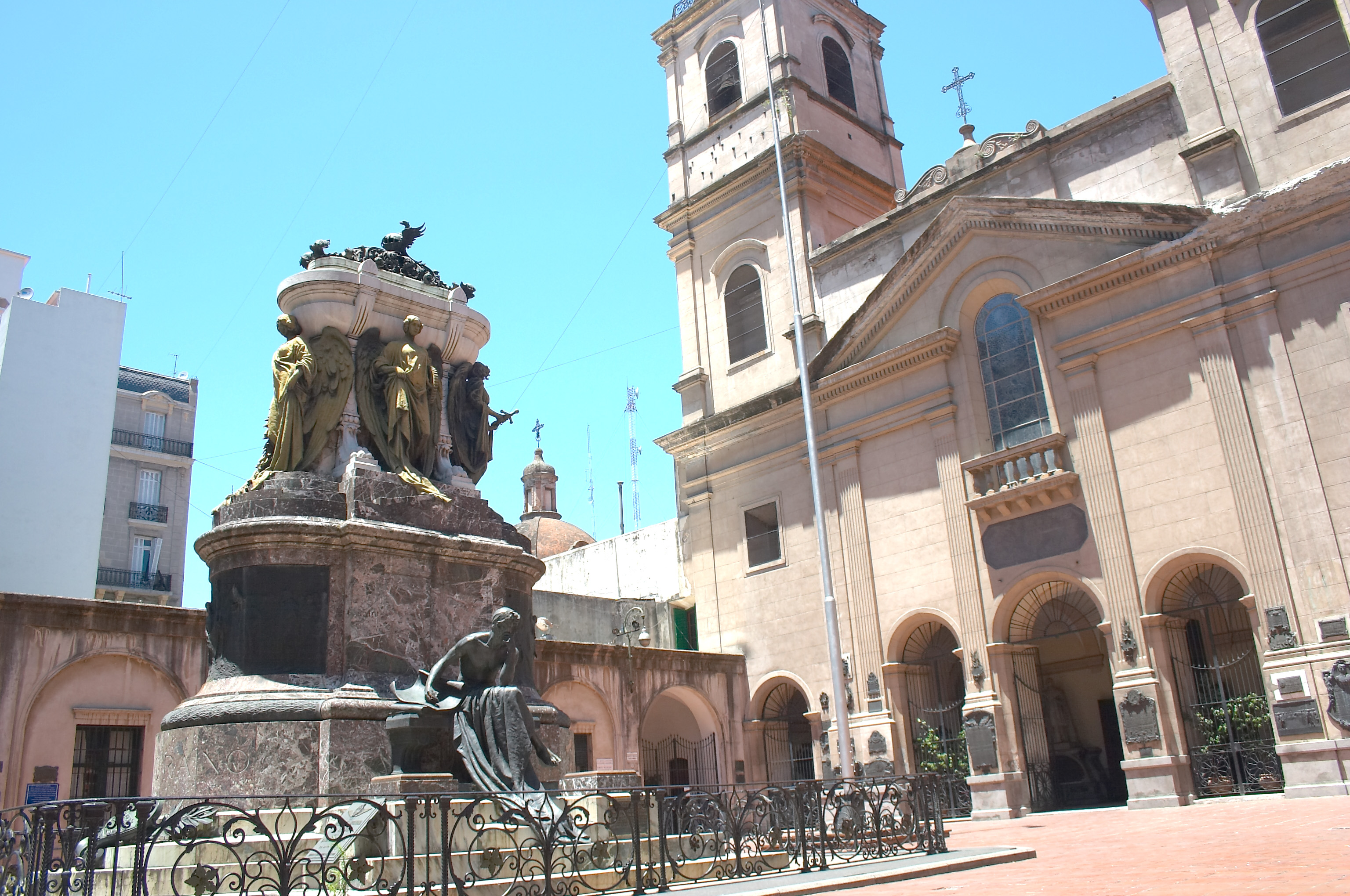
サント・ドミンゴ修道院にある愛国者マヌエル・ベルグラーノの墓
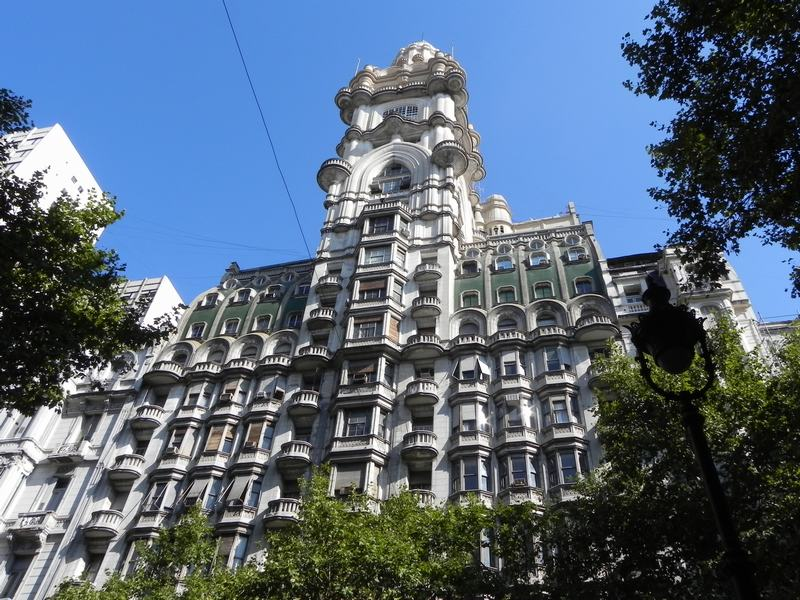
バローロ邸宅
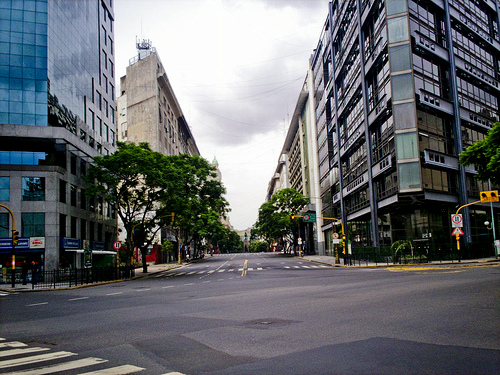
ダイアゴナル通りとベルグラーノ通りの角
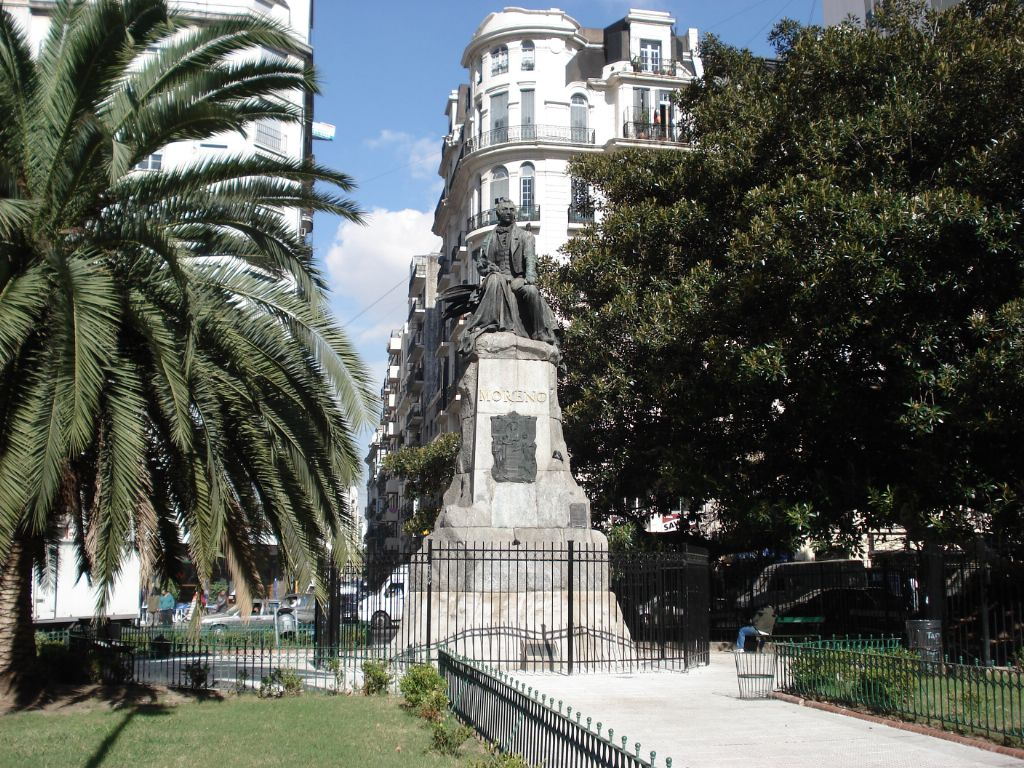
マリアーノ・モレーノのモニュメント
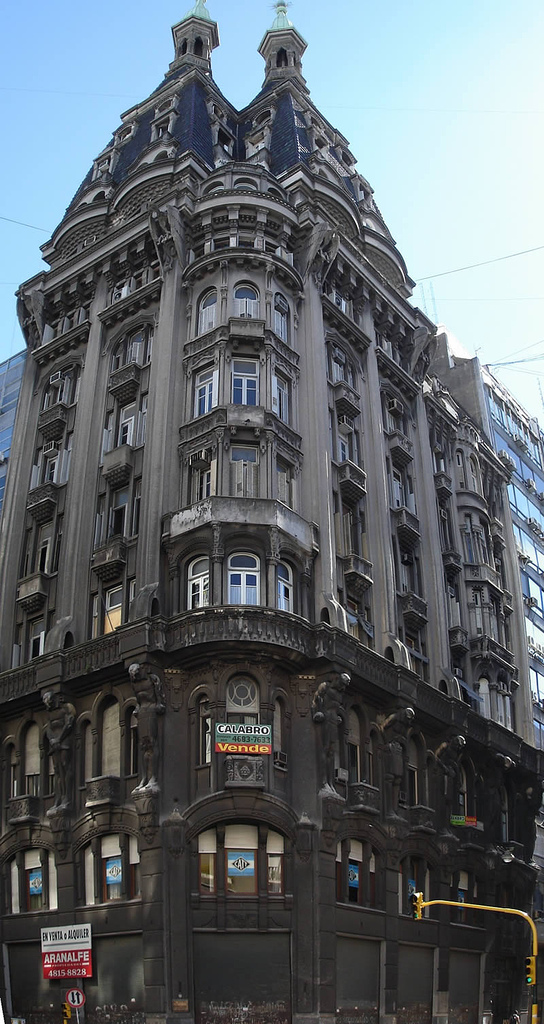
ベルグラーノ通りのオットー・ウルフ・ビル
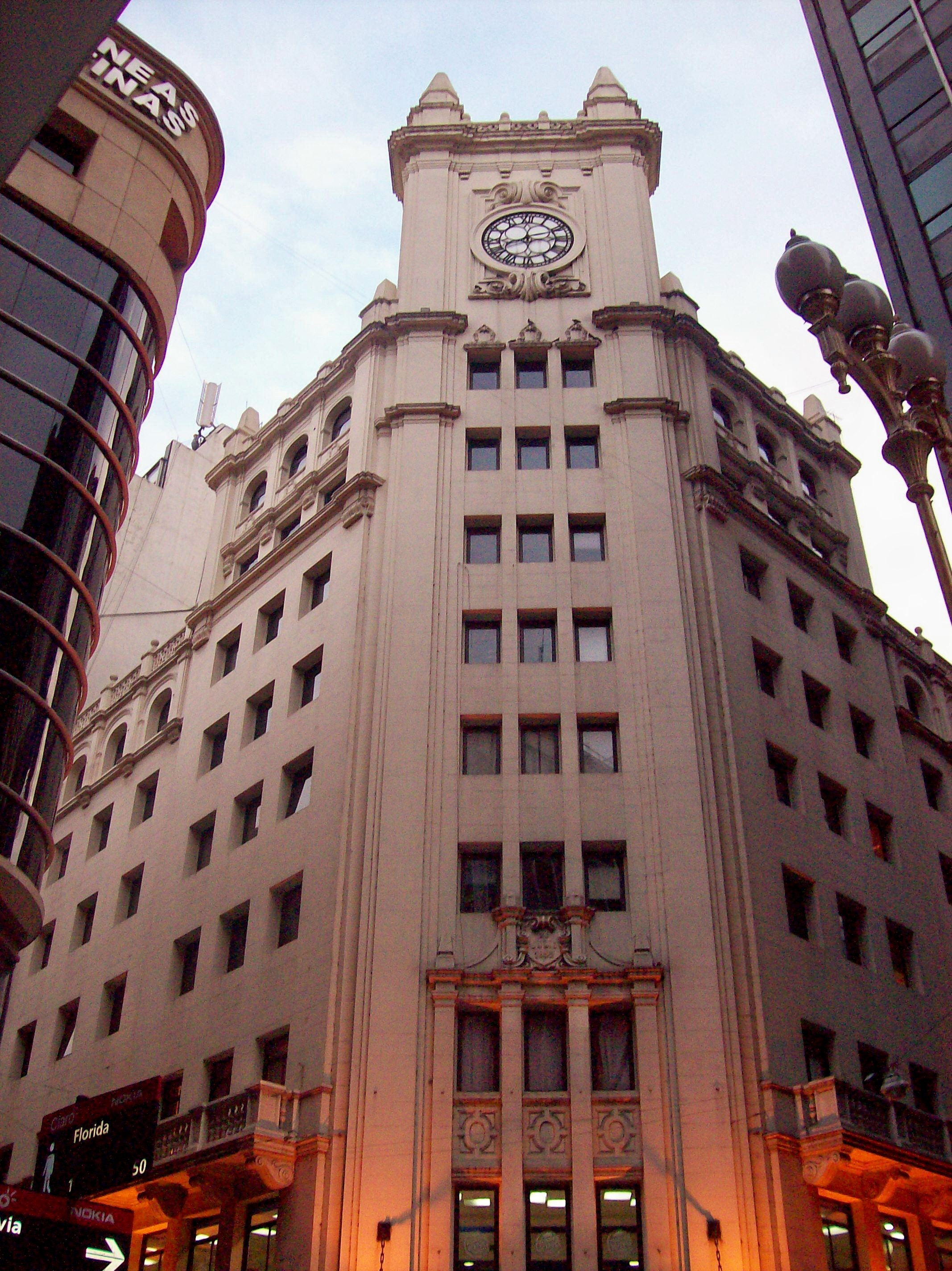
フロリダ通りとリバダビア通りの角
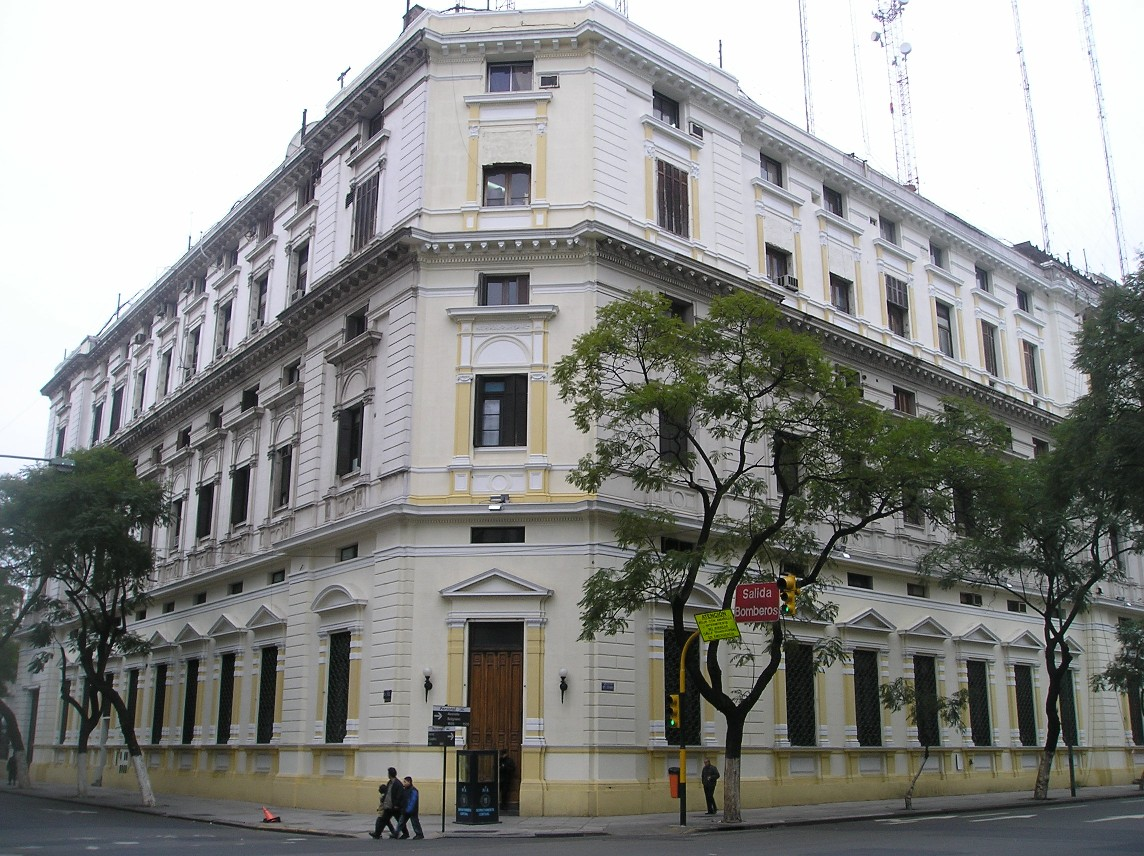
ブエノスアイレス市警察本部
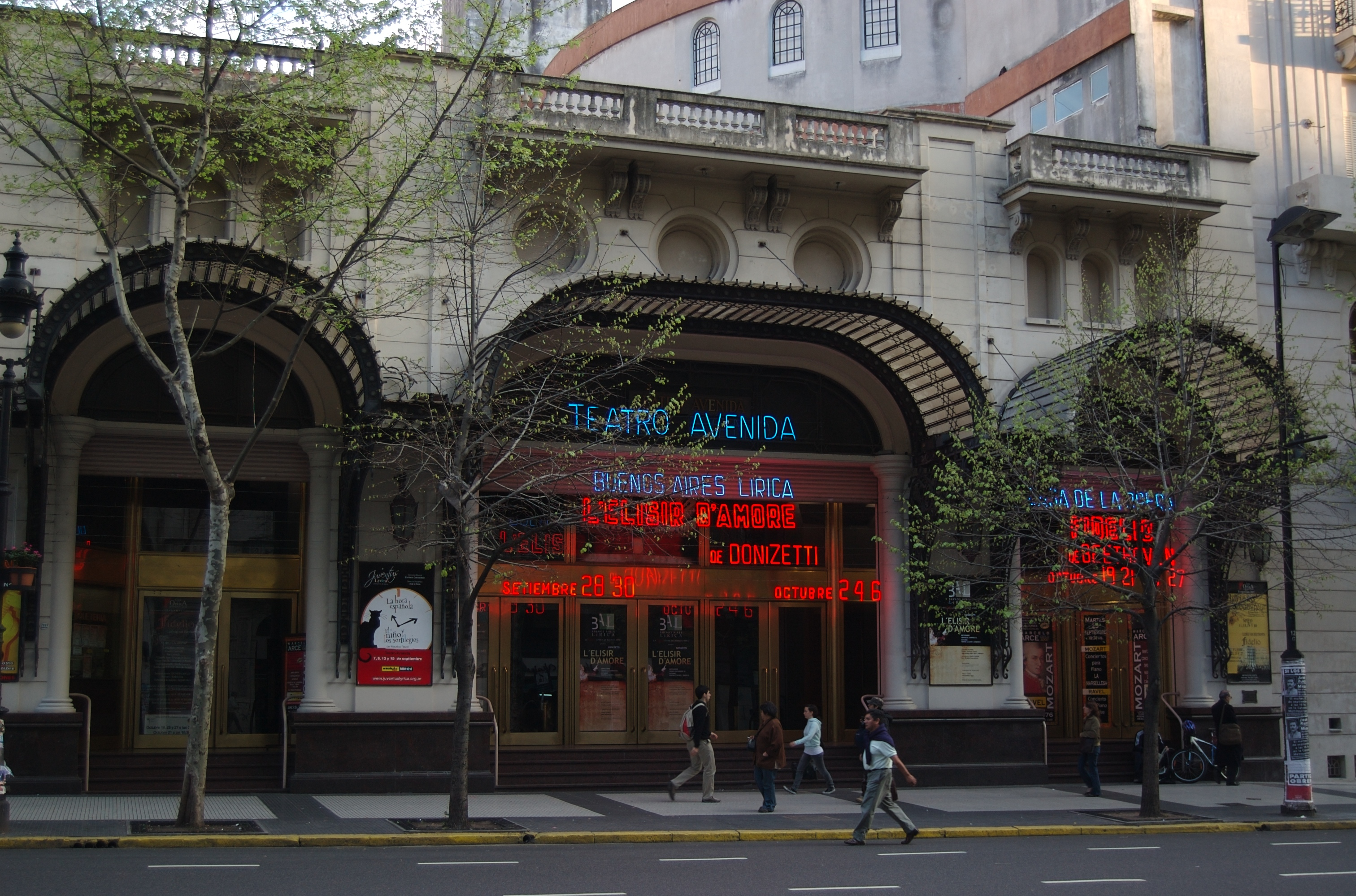
アベニーダ劇場
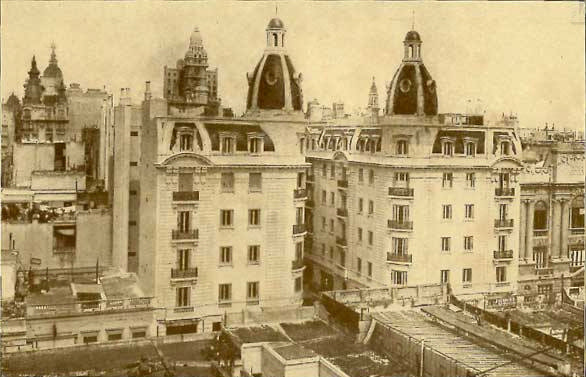
田舎通り